# Comedian Harmonists
Comedian Harmonists (англ.) — немецкий мужской вокальный ансамбль. Основу репертуара составляли эстрадные песни разных композиторов с текстами на немецком языке. Коллектив был основан в 1927 году, в 1928 дал первый публичный концерт, в 1935 прекратил своё существование.

## Очерк творческой карьеры
Ансамбль был основан в Берлине в декабре 1927 года как мужской вокальный квинтет. В него вошли: Роберт Биберти (бас), Роман Цыковский (баритон, родом из Польши), Гарри Фроммерман (тенор), Ари Лешников (тенор, этнический болгарин) и Вальтер Нуссбаум (тенор; в 1929 его заменил Эрих Коллин). В мае 1928 г. в состав ансамбля вошёл Эрвин Ботц — единственный его член с профессиональным музыкальным образованием. Ботц выполнял для вокалистов 5-голосные аранжировки, на репетициях и в концертах аккомпанировал им на фортепиано.
Первое берлинское выступление ансамбля под названием «Melody Makers» в июне 1928 года было неудачным. В том же году шефство над коллективом взял популярный продюсер, «король варьете» Эрик Шарель. Он придумал новый бренд на английском языке («Comedian Harmonists»), выбрал в Берлине престижную площадку («Admiralspalast»), подготовил публику и, наконец, организовал новый концерт 28 сентября того же года. На этот раз концерт прошёл успешно, с него и началась триумфальная, хотя и короткая, карьера коллектива в Германии.
Поскольку три участника ансамбля (Коллин, Фроммерман и Цыковский) были евреями, в 1934 году их публичные выступления в Германии были запрещены. Коллективу приходилось зарабатывать за рубежом. Последняя пластинка ансамбля вышла весной 1935 года, после чего певцы-евреи уехали в США, а немцы остались в Германии. И те и другие пытались организовать собственные ансамбли (в США под брендом Comedy Harmonists, в Германии — под брендом Meistersextett), однако коммерческого успеха не имели.
Между 1928 и 1935 годами группа выпустила не менее 150 песен. Исполняла песни для популярных музыкальных фильмов, включая «Трое с бензоколонки» (1930). Одна из мелодий группы прозвучала в советском фильме «Мерседес уходит от погони» (1980).

## Репертуар и стиль
Ансамбль изначально ориентировался на американские прототипы, такие как вокальный квартет The Revelers. Репертуар составляли эстрадные песни в популярных жанрах (например, фокстрот «Veronika, der Lenz ist da», румба «Der Onkel Bumba aus Kalumba tanzt nur Rumba»), написанные разными композиторами и поэтами, контрафактуры популярных иностранных песен (например, американской «Happy days are here again», в немецкой версии — «Wochenend und Sonnenschein»), обработки классических шлягеров (вальс «На прекрасном голубом Дунае» И. Штрауса, Венгерский танец № 5 И. Брамса), квази-народные песни («Wenn die Sonja russisch tanzt», «Mein kleiner grüner Kaktus»), песни из популярных кинофильмов. Тексты песен (в том числе заимствованных из-за границы) были, как правило, немецкими. Вокальные аранжировки песен выполнял член ансамбля, пианист Эрвин Ботц. Фактура аранжировок простейшая, моноритмическая (один слог текста на один звук), виртуозные мелизматические пассажи практически не встречаются.
В знаменитой песне «Veronika, der Lenz ist da» («Вероника, весна пришла»), обыгрывая святость леса в римской мифологии, они пели, что «аспарагус растёт» и что молодёжи нужно отправиться за счастьем и свободой в лес.

## Состав
- Ари Лешников (нем. Ari Leschnikoff, 1897—1978) — 1-й тенор
- Эрих Коллин[нем.] (нем. Erich A. Collin, 1899—1961) — 2-й тенор
- Гарри Фроммерман[нем.] (нем. Harry Frommermann, 1906—1975) — 3-й тенор
- Роман Цыковский[нем.] (нем. Roman Cycowski, 1901—1998) — баритон
- Роберт Биберти[нем.] (нем. Robert Biberti, 1902—1985) — бас
- Эрвин Ботц[нем.] (нем. Erwin Bootz, 1907—1982) — пианист, аранжировщик, автор песен

## Репертуар (выборка)
- Ah Maria, Mari
- Ali Baba
- An der schönen blauen Donau («На прекрасном голубом Дунае»)
- Auf dem Heuboden
- Auf Wiedersehen, My Dear
- Baby
- Barcarole
- Bin kein Hauptmann, bin kein großes Tier
- Blume von Hawaii
- Creole Love Call
- Das ist die Liebe der Matrosen
- Der Onkel Bumba aus Kalumba tanzt nur Rumba
- Die Dorfmusik
- Die Liebe kommt, die Liebe geht
- Du bist nicht die erste
- Ein bißchen Leichtsinn kann nicht schaden
- Ein Freund, ein guter Freund
- Ein Lied geht um die Welt
- Ein neuer Frühling wird in die Heimat kommen
- Eine kleine Frühlingsweise
- Einmal schafft’s jeder
- Eins, zwei, drei und vier, glücklich bin ich nur mit dir
- Es führt kein and’rer Weg zur Seligkeit
- Florestan 1., Prince De Monaco
- Fünf-Uhr-Tee Bei Familie Kraus
- Gitarren, spielt auf
- Guten Tag, gnädige Frau
- Hallo, was machst Du heut', Daisy?
- Ich küsse Ihre Hand, Madam
- In einem kühlen Grunde
- Irgendwo auf der Welt (Werner Richard Heymann / Robert Gilbert)
- Kannst Du pfeifen, Johanna?
- Mein kleiner grüner Kaktus
- Ohne Dich (контрафактура американской песни «Stormy weather» Г. Арнера)
- Puppenhochzeit
- Schlafe, mein Prinzchen, schlaf ein
- Schöne Isabella von Kastilien
- Schöne Lisa, süße Lisa
- Tag und Nacht (контрафактура американской песни «Day and Night» К. Портера)
- Ungarischer Tanz Nr. 5
- Veronika, der Lenz ist da (Walter Jurmann / Fritz Rotter)
- Wenn die Sonja russisch tanzt
- Wenn der Wind weht über das Meer
- Wenn ich vergnügt bin, muß ich singen
- Wir sind von Kopf bis Fuß auf Liebe eingestellt (мужская версия песни «Ich bin von Kopf bis Fuß auf Liebe eingestellt», написанной Ф. Холлендером для Марлен Дитрих)
- Wochenend und Sonnenschein (Milton Ager / Jack Yellen; нем. подтекстовка — Charles Amberg)

## Премии
- Премия «Echo» за жизненные достижения (1998)

## Фильм
В 1997 году режиссёр Йозеф Фильсмайер снял об ансамбле художественный фильм «Comedian Harmonists» («Комедианты-музыканты»), завоевавший престижные награды Deutscher Filmpreis и Bayerischer Filmpreis и номинированный на Премию Европейской киноакадемии.